# (33034) Dianadamrau
(33034) Dianadamrau ist ein Asteroid des inneren Hauptgürtels. Er wurde am 3. September 1997 im Rahmen des OCA-DLR Asteroid Surveys (O.D.A.S.), einem Projekt des OCA (Observatoire de la Côte d’Azur) und des DLR (Deutsches Zentrum für Luft- und Raumfahrt), am 90-cm-Schmidt-Teleskop des französischen Observatoire de Calern (IAU-Code 910) entdeckt.
Der mittlere Durchmesser des Asteroiden wurde mithilfe des Wide-Field Infrared Survey Explorers (WISE) grob mit 1,857 (± 0,439) km berechnet, die Albedo ebenfalls grob mit 0,224 (± 0,128).
(33034) Dianadamrau wurde am 5. Februar 2020 nach der deutschen Sopranistin und Kammersängerin Diana Damrau benannt. In der Widmung wird sie als der Inbegriff der Königin der Nacht in Mozarts Die Zauberflöte beschrieben.